# Saison 2025-2026 du Club africain
Chronologie
Saison précédente Saison suivante
La saison 2025-2026 du Club africain est la 71e saison consécutive du club au sein de l'élite. Le club est engagé en Ligue I et en coupe de Tunisie,. Elle fait suite à la saison 2024-2025 qui voit le club finir le championnat en 4e position.

## Pré-saison et événements
La fin de la saison 2024-2025 est marquée par une crise majeure au Club africain, le club n'ayant pas réussi à se qualifier pour les compétitions africaines pour la deuxième année consécutive. Cette situation conduit à la démission du comité directeur intérimaire le 18 mai 2025, créant un vide administratif. Des conflits d'intérêts significatifs apparaissent entre les ttes de ancien comité directeur Haykel Dkhil, Hamed Mb'arek, et l'investisseur américain Fergie Chambers, exacerbant les difficultés administratives et financières. Refusant toute décision sans son approbation, Chambers s'impose comme une figure de gouvernance centrale et président de fait, orientant la stratégie du club en l'absence de direction officielle. Le mois de juin 2025 est particulièrement tendu, caractérisé par un conflit entre Chambers et le comité des sages du club. Cette période voit une augmentation des critiques et des échanges hostiles sur les réseaux sociaux, menant au retrait de plusieurs candidats à la présidence,.
Pour éviter un vide directorial, Mohsen Trabelsi présente la seule liste validée par la commission électorale et bénéficiant du soutien de Chambers. Le 21 juin, lors de l'assemblée générale élective, la liste de Trabelsi est élue avec 92,28 % des voix (370 sur 401) pour un mandat de trois ans. Le nouveau comité directeur inclut notamment Mehdi Milad, Hajer Bakkar, Hichem Mannaï, Sami El Cadhi, Elyès Neji et Ferid Khemakhem. Fergie Chambers est nommé président d'honneur et l'organe de contrôle stratégique et financier, composé de membres tunisiens, allemands et américains, est activé,.
Suite à la réorganisation du Club africain, Mohamed Sahli, le directeur sportif, est nommé entraîneur de l'équipe première pour la saison 2025-2026. Cette décision, prise après consultation avec Chambers, vise à améliorer la gestion technique et à accélérer la préparation de la nouvelle saison. Sahli apporte une expérience européenne, notamment avec les jeunes du Red Bull Salzbourg et l'équipe autrichienne des moins de 17 ans, après avoir dirigé le Wolfsberger AC en Ligue Europa en 2019-2020. Cependant, des allégations émergent rapidement concernant son manque de respect du secret professionnel, des méthodes de préparation jugées trop lourdes ou inefficaces, ainsi que la fuite d'un enregistrement vocal où il négocie un départ vers une équipe marocaine. Le 18 juillet 2025, Mosaïque FM (Tunisie) rapporte une intention de mettre fin au contrat de Sahli, information que le club dément officiellement le jour même en menaçant de poursuites judiciaires. Mosaïque FM maintient toutefois sa version des faits dès le lendemain malgré le communiqué officiel. Le 22 juillet, plusieurs semaines après son départ du club, l'ancient entraîneur David Bettoni publie un message d'adieu aux supporters sur son compte Instagram,. Le même jour, le départ de Sahli apparaît au grand jour,. Finalement, le 26 juillet, le Club africain engage Faouzi Benzarti pour superviser l'équipe,. Le staff de comprend également Othmen Najjar en tant qu'adjoint et Ammar Nebigh en tant que préparateur physique,,.

## Transferts

### Transferts estivaux
| Nom                     | Nationalité | Poste             | Transfert              | Provenance/Destination | Division               | Réf.   |
| ----------------------- | ----------- | ----------------- | ---------------------- | ---------------------- | ---------------------- | ------ |
| Arrivées                |             |                   |                        |                        |                        |        |
| Abdelmouhib Chamakh     | Tunisie     | Gardien de but    | Transfert libre        | ES Métlaoui            | Ligue I Pro            | [ 21 ] |
| Houssem Hassen Romdhane | Tunisie     | Arrière droit     | Transfert libre        | ES Zarzis              | Ligue I Pro            | [ 22 ] |
| Houssem Ben Ali         | Tunisie     | Arrière gauche    | Transfert libre        | ES Sahel               | Ligue I Pro            | [ 23 ] |
| Firas Chaouat           | Tunisie     | Avant-centre      | Transfert              | ES Sahel               | Ligue I Pro            | [ 24 ] |
| Charfeddine Ouni        | Tunisie     | Milieu défensif   | Transfert libre        | Olympique de Béja      | Ligue I Pro            | [ 25 ] |
| Osama Mukhtar Al Shremi | Libye       | Milieu central    | Transfert libre        | Asswehly SC            | LPL                    | [ 26 ] |
| Saidou Khan             | Gambie      | Milieu central    | Transfert libre        | Swindon Town           | League Two             | [ 27 ] |
| Hamza Mnasri            | Tunisie     | Avant-centre      | Transfert              | EO Sidi Bouzid         | Ligue II Pro           | [ 28 ] |
| Départs                 |             |                   |                        |                        |                        |        |
| Youssef Snana           | Tunisie     | Avant-centre      | Transfert              | Al-Shamal SC           | Doha Bank Stars League | [ 29 ] |
| Hamdi Labidi            | Tunisie     | Avant-centre      | Fin de contrat         | Amanat Baghdad SC      | Iraq Stars League      | [ 30 ] |
| Ahmed Khalil            | Tunisie     | Milieu défensif   | Fin de contrat         | Sans club              |                        | [ 31 ] |
| Mouez Hassen            | Tunisie     | Gardien de but    | Fin de contrat         | Sans club              |                        | [ 31 ] |
| Adem Garreb             | Tunisie     | Ailier droit      | Fin de contrat         | Sans club              |                        | [ 31 ] |
| Mohamed Amine Laajimi   | Tunisie     | Milieu défensif   | Fin de contrat         | Olympique de Béja      | Ligue I Pro            | [ 31 ] |
| Rami Bedoui             | Tunisie     | Défenseur central | Fin de contrat         | Sans club              |                        | [ 31 ] |
| Kenneth Semakula        | Ouganda     | Milieu défensif   | Transfert              | Al Arabi SC            | Zain League            | [ 32 ] |
| Jules Armand Kooh       | Cameroun    | Avant-centre      | Résiliation de contrat | Sans club              |                        | [ 33 ] |
| Makram Sghaier          | Tunisie     | Défenseur central | Prêt                   | ES Zarzis              | Ligue I Pro            | [ 34 ] |

## Préparation
En vue de la saison sportive 2025-2026, l'équipe première du Club africain reprend les entraînements le 25 juin 2025 au Parc A, sous la houlette de l'entraîneur Mohamed Sahli.
Pour peaufiner sa préparation, l'équipe entame ensuite un stage à Aïn Draham, du 8 au 18 juillet. Le 18, le club dispute une rencontre d'entraînement amicale au complexe sportif international d'Aïn Draham. Opposé à l'Académie africaine, une sélection de joueurs, il s'impose sur le score de 3-1. Le 27, le Club africain bat l'Étoile sportive de Métlaoui (2-1) en match amical au Parc A,. Le 2 août, lors du dernier match de pré-saison, le Club africain affronte la jeunesse sportive kairouanaise au stade Hamda-Laouani (1-1).

## Matchs

### Ligue I

#### Résultats par journée
Nota : l'ordre des journées est celui dans lequel elles ont été jouées. La place au classement est celle à l'issue du week-end ou du milieu de semaine.
| Journée   | 1 | 2 | 3 | 4 | 5 | 6 | 7 | 8 | 9 | 10 | 11 | 12 | 13 | 14 | 15 | 16 | 17 | 18 | 19 | 20 | 21 | 22 | 23 | 24 | 25 | 26 | 27 | 28 | 29 | 30 |
| --------- | - | - | - | - | - | - | - | - | - | -- | -- | -- | -- | -- | -- | -- | -- | -- | -- | -- | -- | -- | -- | -- | -- | -- | -- | -- | -- | -- |
| Résultats | V | V |   |   |   |   |   |   |   |    |    |    |    |    |    |    |    |    |    |    |    |    |    |    |    |    |    |    |    |    |
| Place     | 3 | 1 |   |   |   |   |   |   |   |    |    |    |    |    |    |    |    |    |    |    |    |    |    |    |    |    |    |    |    |    |

#### Matchs
Le 9 août, lors de la première journée du championnat, le Club africain, renforcé par ses nouvelles recrues, vainc l'Avenir sportif de La Marsa à Radès (1-0).
| 1re journée             | Club africain                                   | 1 - 0   | Avenir sportif de La Marsa                  | Stade olympique de Radès, Radès | |
| 9 août 2024 16:30 GMT+1 | Mohamed Sadok Mahmoud 73e                       | (0 - 0) |                                             | Spectateurs : 16 400 Diffuseur : Télévision tunisienne 2 Arbitrage : Bassem Belaïd Arbitres assistants : Jassem Shimi Zied Naili Quatrième arbitre : Mohamed El Akel | Spectateurs : 16 400 Diffuseur : Télévision tunisienne 2 Arbitrage : Bassem Belaïd Arbitres assistants : Jassem Shimi Zied Naili Quatrième arbitre : Mohamed El Akel |
| 9 août 2024 16:30 GMT+1 | Mohamed Sadok Mahmoud 73e · Bilel Aït Malek 73e | Rapport | 60e Anouar Jouini · 60e Mohamed Aziz Traidi | Spectateurs : 16 400 Diffuseur : Télévision tunisienne 2 Arbitrage : Bassem Belaïd Arbitres assistants : Jassem Shimi Zied Naili Quatrième arbitre : Mohamed El Akel | Spectateurs : 16 400 Diffuseur : Télévision tunisienne 2 Arbitrage : Bassem Belaïd Arbitres assistants : Jassem Shimi Zied Naili Quatrième arbitre : Mohamed El Akel |

Le 16 août, lors de la deuxième journée de Ligue I, le Club africain bat l'Étoile sportive du Sahel (1-0) au stade olympique de Sousse.
| 2e journée               | Étoile sportive du Sahel                                     | 0 - 1   | Club africain                                                    | Stade olympique de Sousse, Sousse | |
| 16 août 2024 16:32 GMT+1 |                                                              | (0 - 0) | (Bilel Aït Malek ) · Firas Chaouat 57e                           | Spectateurs : 9 200 Diffuseur : Télévision tunisienne 1, L'Étoile TV (YouTube) Arbitrage : Nidhal Letaief Arbitres assistants : Aymen Ismail Mohamed Trabelsi Quatrième arbitre : Ahmed Dhaouadi | Spectateurs : 9 200 Diffuseur : Télévision tunisienne 1, L'Étoile TV (YouTube) Arbitrage : Nidhal Letaief Arbitres assistants : Aymen Ismail Mohamed Trabelsi Quatrième arbitre : Ahmed Dhaouadi |
| 16 août 2024 16:32 GMT+1 | Houssem Dagdoug 84e · Najeh Ferjani 86e · Fedi Ben Choug 88e | Rapport | 45e Moataz Zemzemi · 63e Firas Chaouat · 90+2e Philippe Kinzumbi | Spectateurs : 9 200 Diffuseur : Télévision tunisienne 1, L'Étoile TV (YouTube) Arbitrage : Nidhal Letaief Arbitres assistants : Aymen Ismail Mohamed Trabelsi Quatrième arbitre : Ahmed Dhaouadi | Spectateurs : 9 200 Diffuseur : Télévision tunisienne 1, L'Étoile TV (YouTube) Arbitrage : Nidhal Letaief Arbitres assistants : Aymen Ismail Mohamed Trabelsi Quatrième arbitre : Ahmed Dhaouadi |

### Coupe de Tunisie
|  |  | - |  |  |  |
|  |  |   |  |  |  |

## Statistiques collectives
| Compétition      | Début         | Fin | Matches joués | Victoires | Nuls | Défaites | Buts marqués | Buts encaissés | Différence |
| ---------------- | ------------- | --- | ------------- | --------- | ---- | -------- | ------------ | -------------- | ---------- |
| Ligue 1          | 1re journée   |     | 2             | 2         | 0    | 0        | 2            | 0              | +2         |
| Coupe de Tunisie | 16e de finale |     | 0             | 0         | 0    | 0        | 0            | 0              | 0          |
| Total            | —             | —   | 2             | 2         | 0    | 0        | 2            | 0              | +2         |